# بول دوكا
بول أبراهام دوكا (بالفرنسية: Paul Abraham Dukas)‏ (و. 1 أكتوبر 1865 – ت. 17 مايو 1935)
ملحن فرنسي. اشتهر بعد أن ألف "صبي الساحر" (1897)، الذي استُخدم في فيلم "فانتازيا" لوالت ديزني 1940، لكنه كتب أيضا أعمال أخرى: من بينها، "أريان واللحية الزرقاء" (1899-1907)، "البَري أو زهرة الخلود" (1911-1912)، سمفونية (1895-1896) وسوناتا البيانو (1899-1900). في ذلك الوقت كان هناك اتجاهان في الموسيقى الفرنسية: واحد محافظ والآخر تقدمي. وكان دوكا محافظ. كان دوكا رجلًا شديد النقد لنفسه ويصعب إرضاءه، ألف القليل جدا وفي نهاية حياته أتلف معظم ما كتبه. ما يبقى يكشف عن مؤلف ماهر لكن واحد يصعب عليه ترسيخ صوت قوي مستقل.

## حياته
ولد بول أبراهام دوكا في باريس في أسرة تنتمي إلى الجالية اليهودية. مشوار دوكا الفني يوازي معاصره الأكبر سنا: كلود ديبوسي. درس كلا الرجلين التأليف الموسيقي مع جيرو في كونسرفتوار باريس (في عام 1888 خسر دوكا الفوز بجائزة روما التي فاز بها ديبوسي عام 1884)؛ كلاهما كتب النقد الموسيقي، وكلاهما كتب أوبرا مقتبسة من مسرحية لموريس ماترلينك. لكن في حين كان ديبوسي مؤلف تجريبي بالفطرة كان دوكا محافظ أخذ الريادة من الآخرين ومال لاستخدام الأشكال الراسخة.
قبل أن جلبت له "صبي الساحر" (L'Apprenti sorcier) الشهرة بين عشية وضحاها عام 1897 كتب دوكا عملين أوركستراليين مهمين. "بوليوكتوس" (Polyeucte) وهي افتتاحية لمسرحية لبيير كورني، تكشف عن دينه لكل من سيزار فرانك وريخارد فاغنر في الكروماتية الثرية لها. وأكثر إبهارا "السمفونية في مقام دو الكبير" حيث يجمع بين إحكام البناء والدقة الإيقاعية الأكبر مع كتابة ماهرة في الحركة البطيئة. بالنسبة للبعض أعظم إنجار لدوكا هو "أريان واللحية الزرقاء" (Ariane et Barbe-bleue) المقتبسة عن إعادة صياغة ماترلينك لأسطورة ذي اللحية الزرقاء. عرض أول مرة عام 1907، بعد خمس سنوات من العرض الأول لبلياس ومليزاند لديبوسي، يبتكر عالما مماثلا خافت الضوء (مع بعد الجمل المقتبسة من بلياس) لكن يفتقر لعمق وكثافة رائعة ديبوسي.
من وقت آخر عمل أوركسترالي كبير له، "البَري أو زهرة الخلود" (La Péri ou la Fleur d'immortalité) حتى وفاته عام 1935 لم يؤلف دوكا المزيد من الأعمال الكبرى التي نجت. بدلا من ذلك قضى الكثير من وقته كمحرر لأعمال المؤلفين الفرنسيين السابقين (بمن فيهم رامو وكوبران وكمدرس في الكونسرفتوار لمؤلفين مستقبليين – بالأخص أوليفييه مسيان.

## موسيقاه

### الموسيقى الأوركسترالية

#### صبي الساحر
"صبي الساحر" (L'Apprenti sorcier) عمل مستوحى من أغنية ليوهان غوته، أحد الأعمال القليلة لدوكا الخاصة به بشكل فريد. هذه المقطوعة المركزة حيث اللحن المحوري يقول بشكل سحري من مزاج الثقة الآسرة للقوة خلال استخدام التلوين الأوركسترالية. يبدو أن الآلات النحاسية وآلات النفخ تسيطر على الصفة المتغيرة للحن، في حين تستخدم الوتريات أساسا لتضع شعور رواية قصة في بداية العمل ونهايته. نحافظ على التوتر رغم وجود سلسلة من الذروة الزائفة، خلال إيقاع مقلق في الآلات الأكثر خفوتا التي لا تبدو تبتعد. في فيلم "فانتازيا" لوالت ديزني 1940، يقدم ميكي ماوس وهو يسحر مكنسة لتحمل ماء له فقط ليجد أنه مع بداية فيضان المنزل بالماء لا يستطيع إيقافها.

#### البري أو زهرة الخلود
"البَري أو زهرة الخلود" (La Péri ou la Fleur d'immortalité) تعكس موهبة مماثلة للإثارة المسرحية. كلفه به فرقة الباليه الروسي لسيرجي دياغيليف عام 1911، لكن الفرقة لم تعرض المقطوعة قط رغم تصاميم الأزياء الجميلة لباكست، لأن دوكا أصر أنه ينبغي أن تؤدي الدور الأساسي راقصة من خارج الفرقة وهي نتالي تروهانوفا. تروي الحكاية قصة سرقة الأمير إسكاندر لزهرة اللوتس الخالدة التي يحفظها البَري (أي الجنية في الأساطير الفارسية) الجميلة. ترقص لأجله ويقع في حبها ويرجع الزهرة فقط لتختفي. باليه دوكا له نقاط مشتركة كثيرا مع نفس العالم الصوتي الغرائبي لشهرزاد لنيكولاي ريمسكي كورساكوف و"عصفور النار" لإيغور سترافينسكي وهما عملين حققا نجاح في فرقة الباليه الروسي. مثلما مع كلا هذين العملين، يوجد تأكيد على البناء والذروة الرابسودية والتأثيرات المذهلة الساحرة والمغرية.

### سوناتا البيانو
عازف البيانو الفرنسي العظيم ألفريد كورتو. أطلق على "سوناتا البيانو” لدوكا "أحد أهم المحاولات التي تمت من قبل لمعالجة خصائص بيتهوفن لأسلوب البيانو الفرنسي". هذا عمل من أربع حركات على أكبر نطاق ممكن، الذي يضع بجرأة الكثير من العناصر المتناقضة ظاهريا إلى التكامل المتماسك. الحركة الأولى تشبه الأعمال الأخيرة لبيتهوفن التي تمر بحساسية سكريابين: يبدو هناك تراكم دائم ولاهث يصل لذروة لا تحدث أبدا. الحركتان المتوسطتان يثيران الأرغن أولا خلال الطابع الديني المشع والهادئ الذي يبدو مثل الارتجال، ثم خلال توكاتا حادة. الحركة الأخيرة، وهي الأطول، هي رابسودي شغوف يقدم إشادة واضحة للفصل الأخير من "تريستان وأيزولده". هذا عمل يتطلب مهارة شديدة من العازف والسامع معا ولابد معالجته بحذر.

## وصلات خارجية
- بول دوكا على موقع IMDb (الإنجليزية)
- بول دوكا على موقع الموسوعة البريطانية (الإنجليزية)
- بول دوكا على موقع ميوزك برينز (الإنجليزية)
- بول دوكا على موقع إن إن دي بي (الإنجليزية)
- بول دوكا على موقع أول ميوزيك (الإنجليزية)
- بول دوكا على موقع ديسكوغز (الإنجليزية)
- بول دوكا على موقع قاعدة بيانات الفيلم (الإنجليزية)
- بول دوكا على موقع أوليمبيديا (الإنجليزية)